# National Republican Party
Die National Republican Party war eine politische Partei in den Vereinigten Staaten, die während einer verhältnismäßig kurzen Periode in den 1820er und 1830er Jahren bestand.
Vor und während John Quincy Adams’ Präsidentschaft (1825–1829) begann die Demokratisch-Republikanische Partei, welche über eine Dekade lang die einzige wirklich nationale – also bundesweit organisierte – Partei gewesen war, zu zersplittern. Jene, die Adams unterstützten, darunter auch ehemalige Föderalisten, wurden zunächst als Adams-Republikaner oder Anti-Jacksonians bekannt, während andere sich auf Andrew Jacksons Seite schlugen und 1828 die moderne Demokratische Partei begründeten.
Bei den Präsidentschaftswahlen von 1828 gewann Adams 43,63 % aller abgegebenen Stimmen sowie 83 von 261 Wahlmännern und unterlag damit Jackson. Die lose Koalition zur Unterstützung von Adams zerfiel danach, woraufhin Henry Clay aus den Anti-Jacksonians 1830 die National Republicans formte. Die Nationalrepublikaner schickten daraufhin bei den Wahlen von 1832 Henry Clay gegen Jackson ins Rennen; Clays Niederlage überzeugte den Präsidenten, dass die Leute ihm ein Mandat gegeben hatten, die Bank der Vereinigten Staaten abzuschaffen. Clay erhielt zwar 37,42 % aller abgegebenen Stimmen, aber lediglich 49 von 288 Wahlmännern.
Nach der Wahl von 1832 fiel die Nationalrepublikanische Partei auseinander. Sie war kein direkter Vorgänger der Republikanischen Partei, obwohl sich viele ihrer Unterstützer später derselben anschlossen. Vor der Gründung der Republikanischen Partei traten viele ihrer ehemaligen Mitglieder kurzfristig zunächst der von Henry Clay gegründeten Sammlungspartei der Whigs bei, denen auch die Anti-Freimaurer und frühere Föderalisten beitraten und die von der generellen Opposition gegenüber der Demokratischen Partei zusammengehalten wurden.

## Präsidentschaftskandidaten
- 1828: John Quincy Adams/Richard Rush (verloren die Wahl)
- 1832: Henry Clay/John Sergeant (verloren die Wahl)